# دوغ وود
دوغ وود هو منافس ألعاب قوى كندي، ولد في 30 يناير 1966.

## وصلات خارجية
- دوغ وود على موقع الاتحاد الدولي لألعاب القوى (الإنجليزية)
- دوغ وود على موقع أوليمبيديا (الإنجليزية)
- دوغ وود على موقع اللجنة الأولمبية الكندية (الإنجليزية)